# John Truscott
John Truscott (Melbourne, 23 febbraio 1936 – Melbourne, 5 settembre 1993) è stato un attore, costumista e scenografo australiano.